# Brühlsche Herrlichkeiten

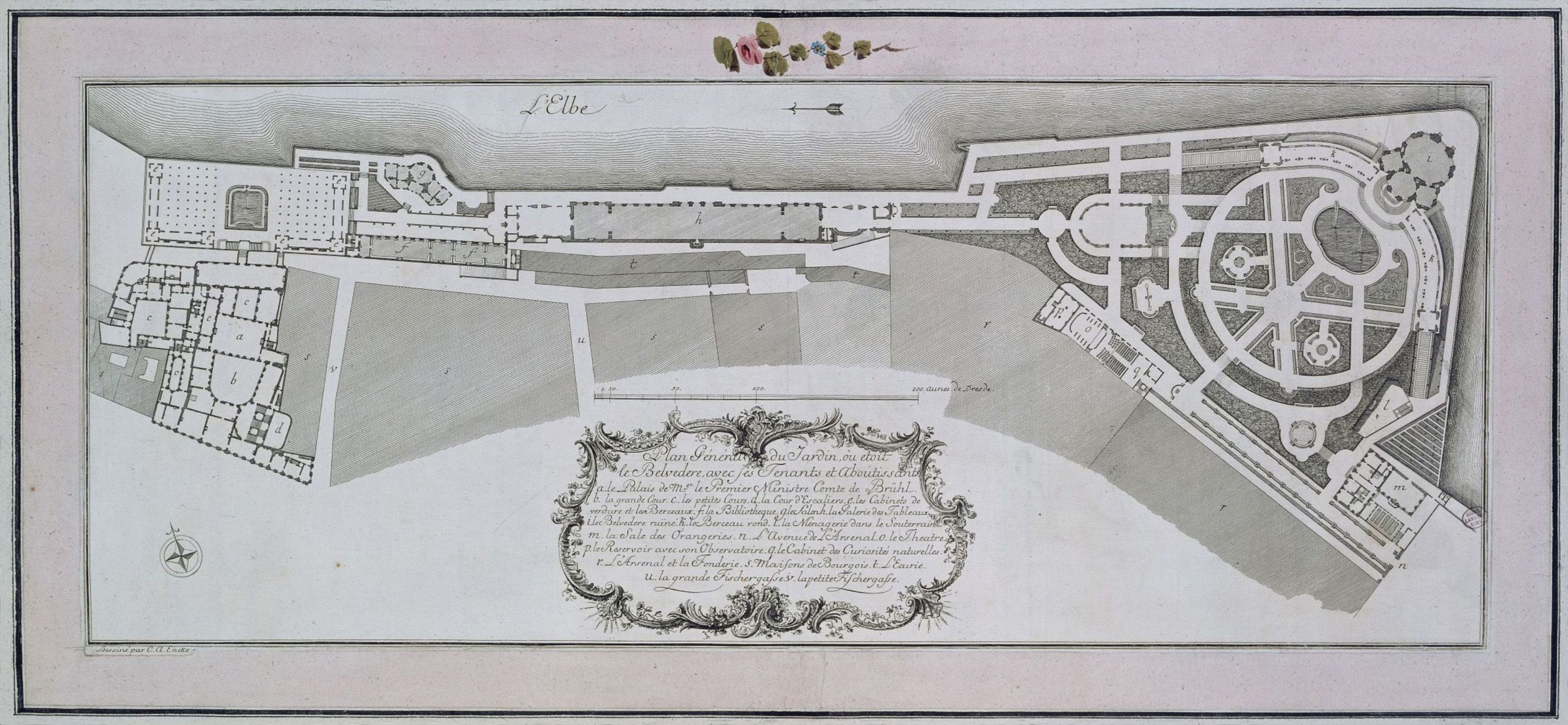
Der Plan der Brühlschen Terrasse 1761: a–d) Palais, f) Bibliothek, g) Gartensaal, h) Bildergalerie, i) Ruine des Ersten Belvedere

Brühlsche Herrlichkeiten war eine im 18. Jahrhundert verwendete Bezeichnung für die ab 1739 im Auftrag Heinrich von Brühls von Johann Christoph Knöffel auf der Brühlschen Terrasse in Dresden errichteten Gebäude und Sammlungen. Dazu zählen das Palais Brühl, die Brühlsche Bibliothek, die Brühlsche Galerie, das Belvedere und der Brühlsche Garten mit dem Brühlschen Gartenpavillon.
Heute ist nur noch der Brühlsche Garten in Teilen erhalten. Einige Plastiken des Palais Brühl sind in dessen Nachfolgerbau, das Ständehaus, überführt worden. Vom Belvedere existieren zwei Sphingen und der Delphinbrunnen. Zudem gibt es noch die beiden Balkons der Galerie und des Gartenpavillons, deren Konsolen am besten vom Terrassenufer aus erkennbar sind.

## Bilder

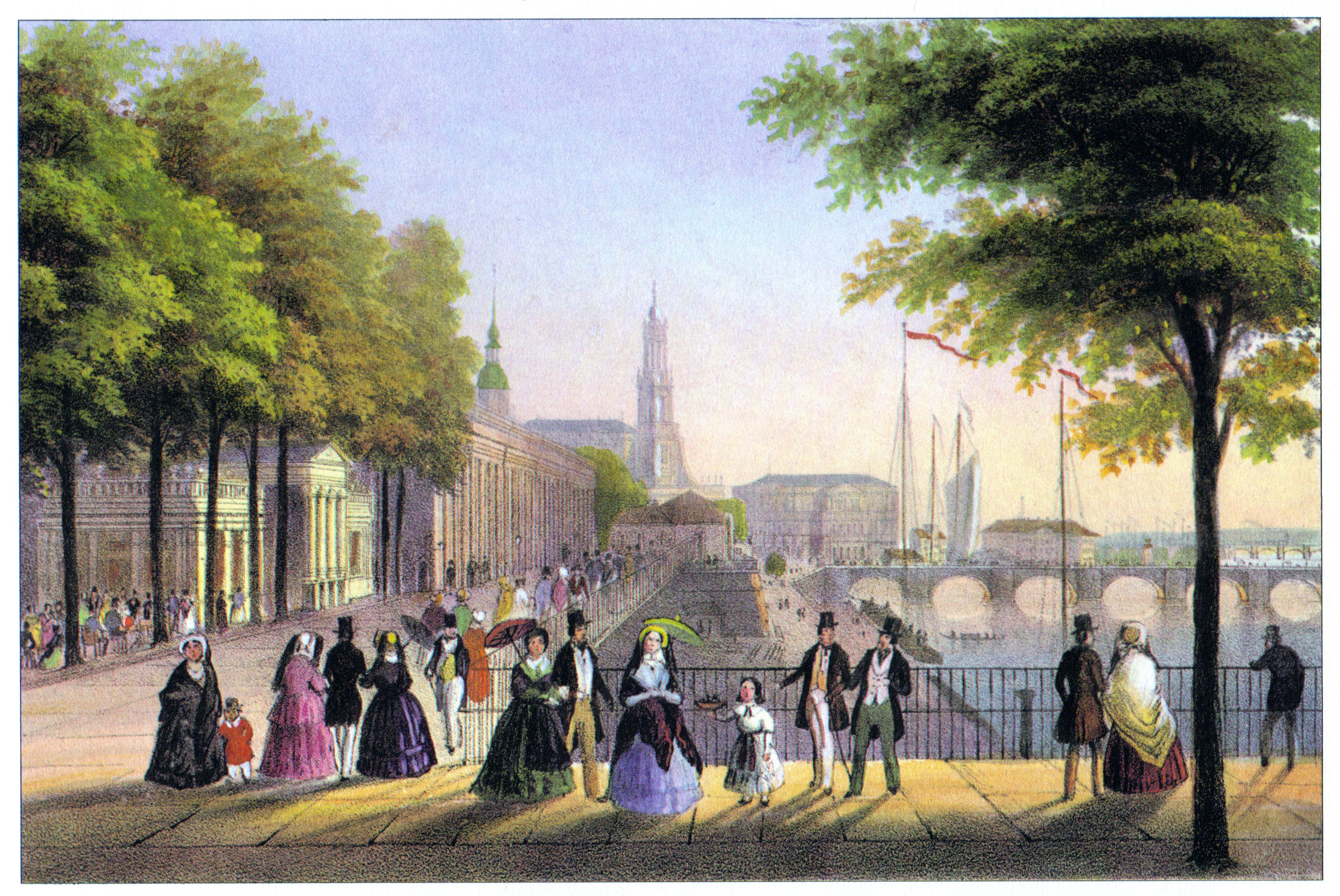
Brühlsche Terrasse um 1855
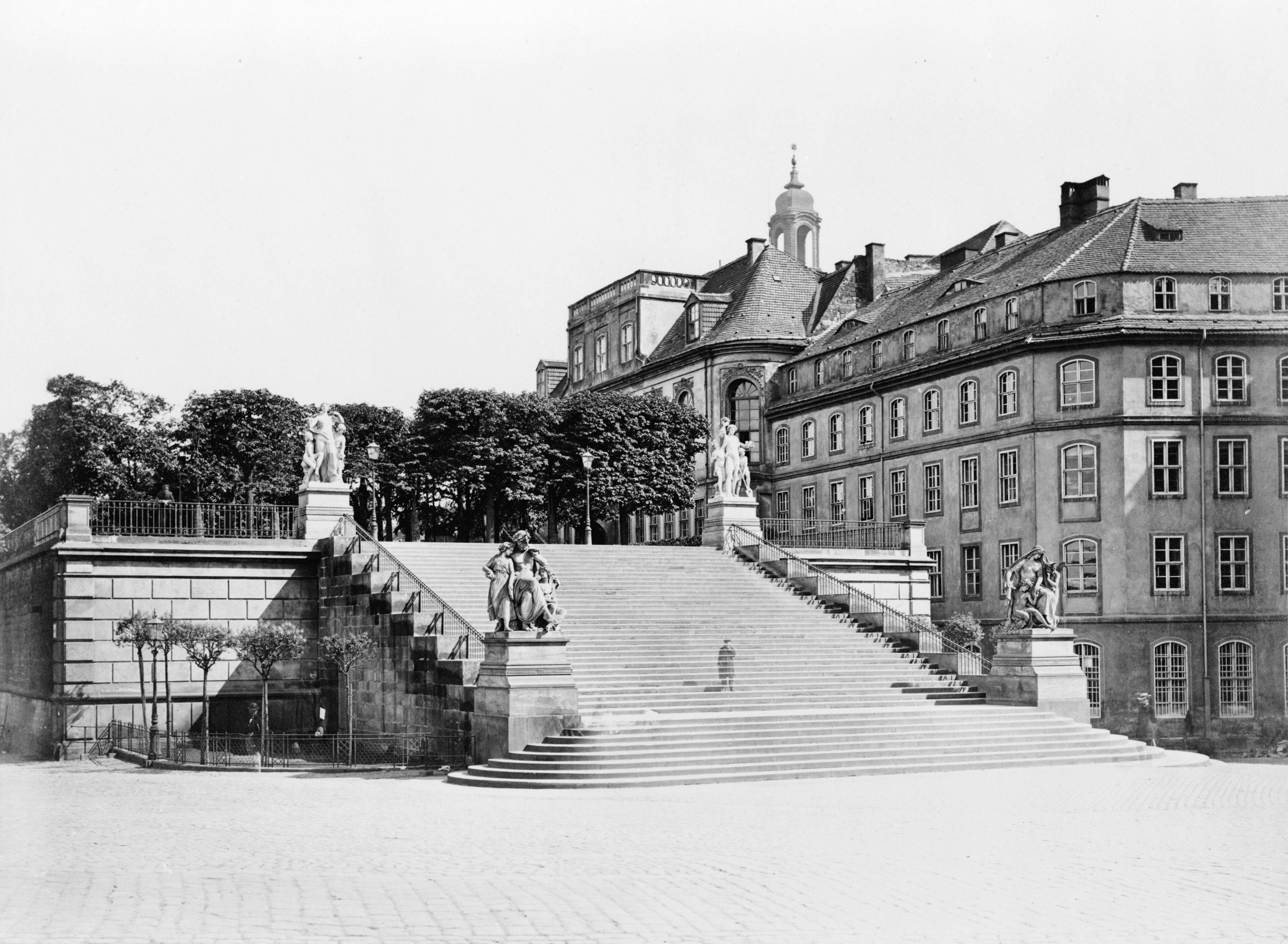
Palais Brühl um 1880
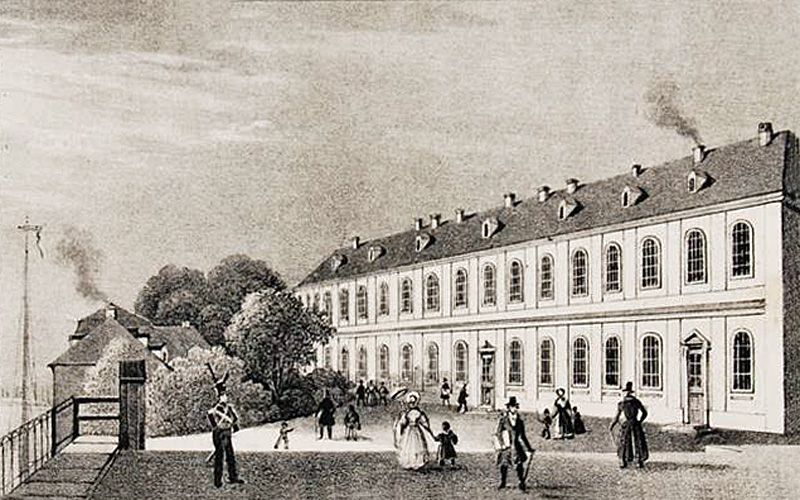
Brühlsche Bibliothek
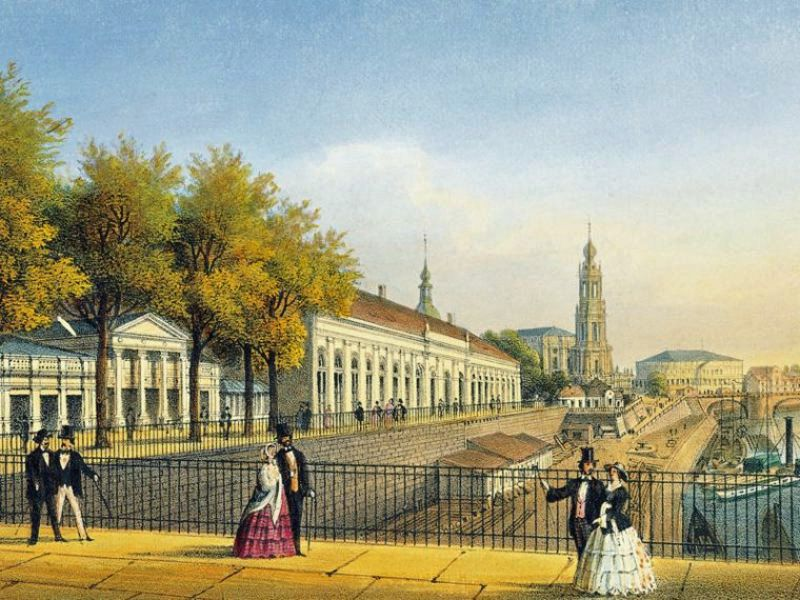
Brühlsche Galerie (Mitte) und Brühlscher Gartenpavillon (unterm Turm der Katholischen Hofkirche) um 1850
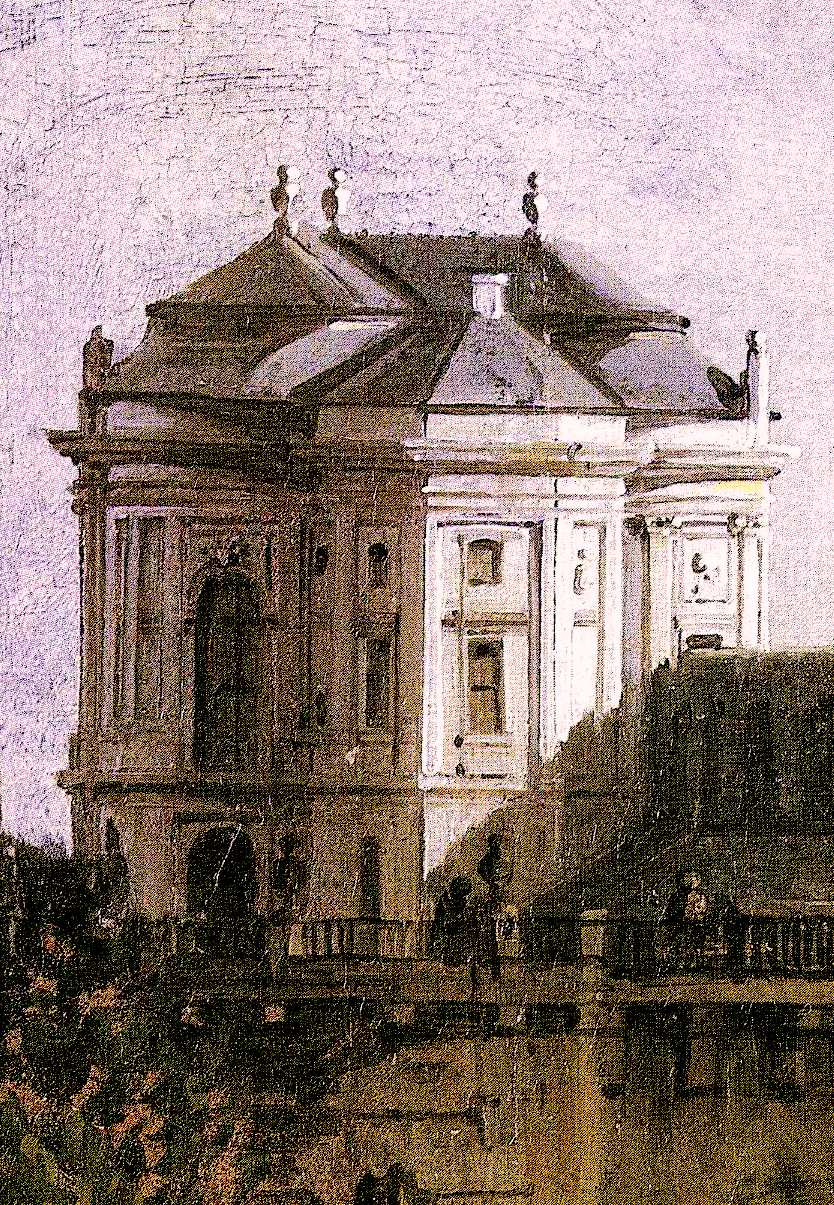
Zweites Belvedere (von Canaletto)
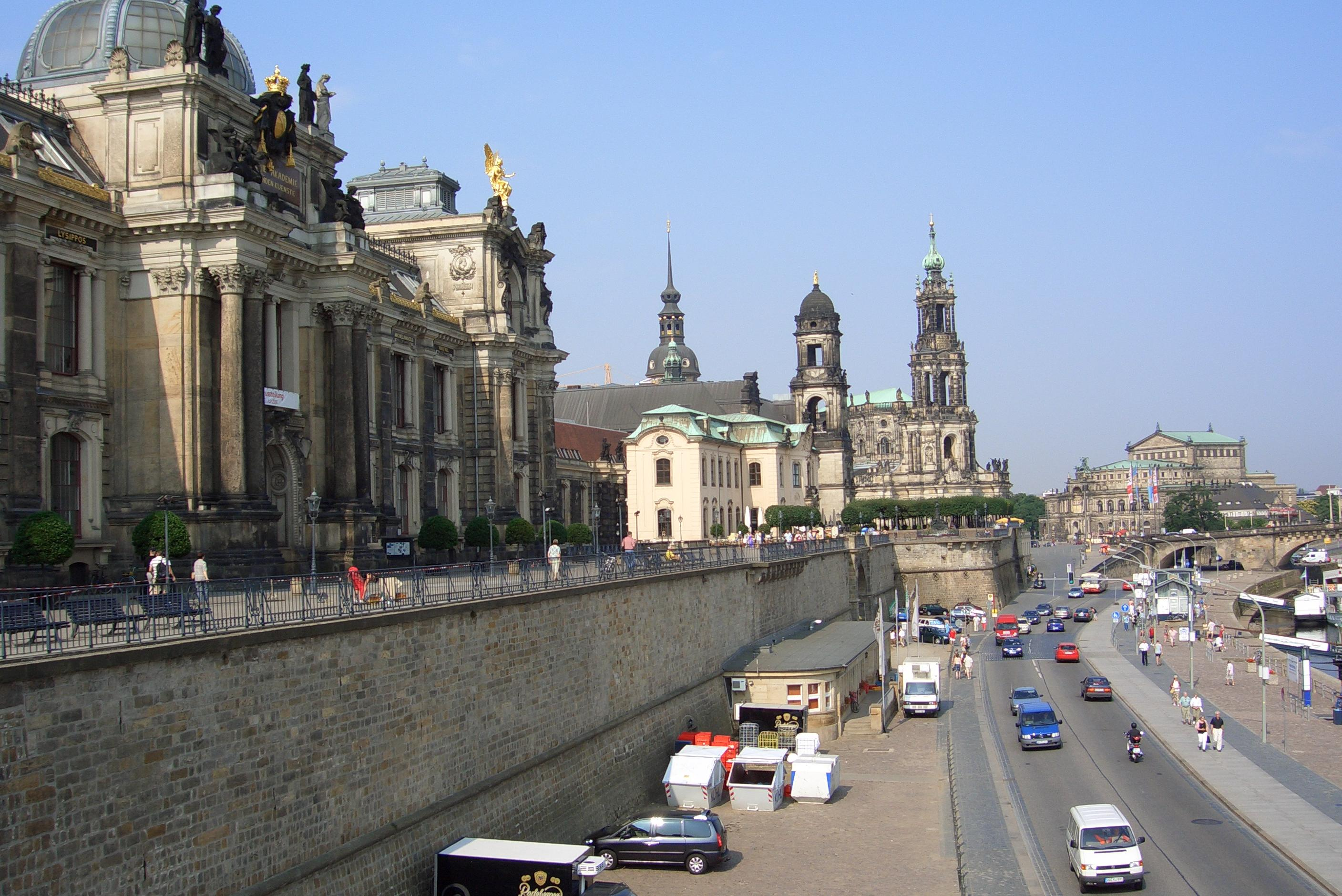
Heutige Bebauung v. l. n. r.: Kunstakademie, Sekundogenitur, Ständehaus; im Hintergrund: Hofkirche und Semperoper